# 34490 Danielkang
34490 Danielkang este o planetă minoră (asteroid), cu un diametru de 12,519 km, din centura de asteroizi. A fost descoperită pe 23 septembrie 2000 la Experimental Test Site⁠(d) de Lincoln Near-Earth Asteroid Research. 
Obiectul prezintă o orbită caracterizată de o semiaxă mare de 3,0928079 UAi, o excentricitate de 0,18, o înclinație de 5,86899 ° în raport cu ecliptica.